# Derwent Drug File
Le Derwent Drug File, DDFB ou DRUGB, précédemment connu sous le nom de Ringdoc,, est un service de veille documentaire, de résumés et d'information particulièrement destiné à toute personne souhaitant connaître les produits pharmaceutiques. Le Derwent Drug File fournit toute information pertinente et importante au sujet de tout le cycle d'un médicament de sa conception à son usage. Le Derwent Drug File rassemble l'information au sujet du médicament lui-même mais aussi de ses usages. Le fichier en ligne contient plus d'un million et demi d'enregistrements en anglais, depuis 1964,,.